# Erysiphe catalpae

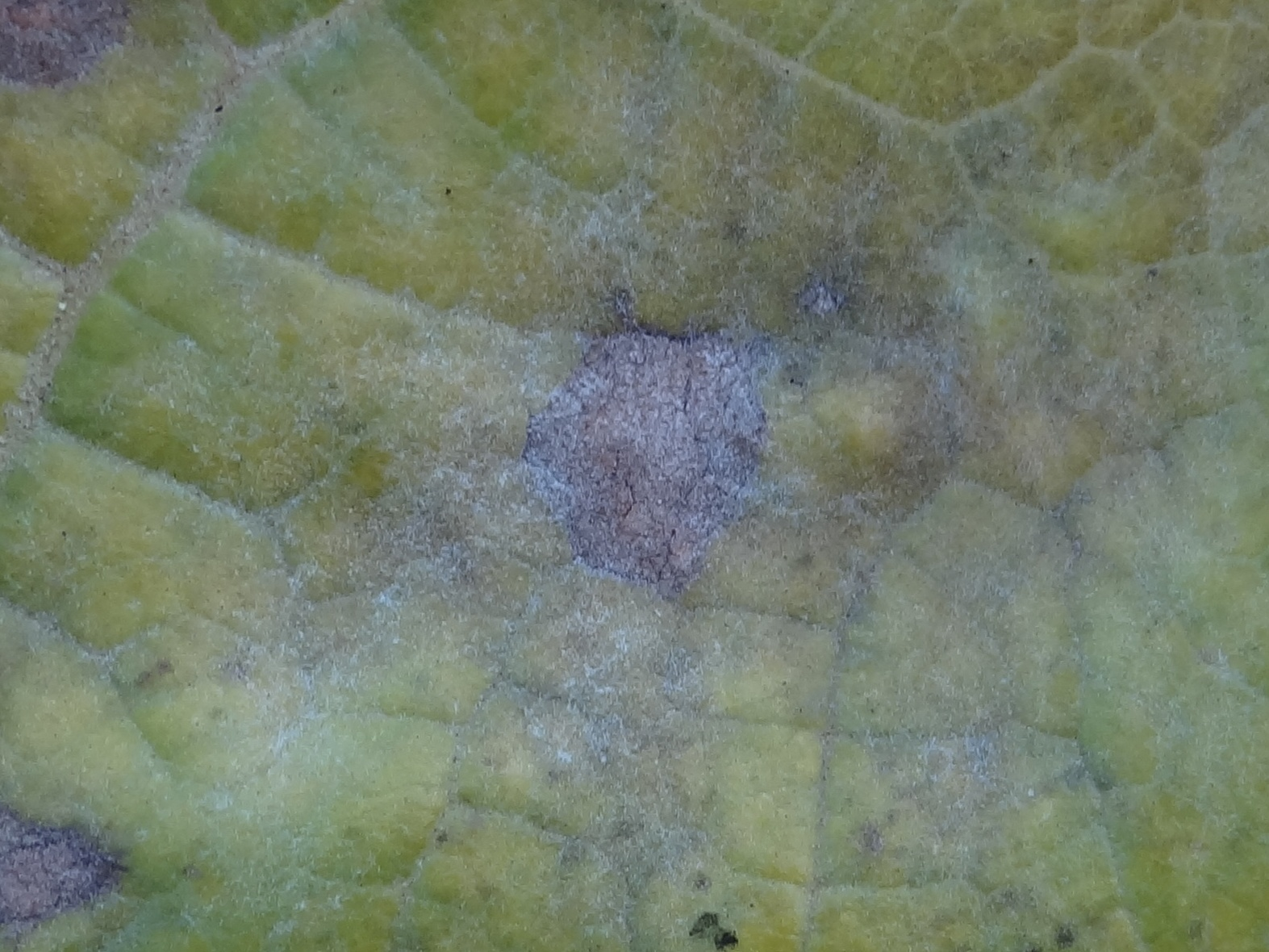

Erysiphe catalpae Simonyan – gatunek grzybów należący do rodziny mączniakowatych (Erysiphaceae). Grzyb mikroskopijny, pasożyt bezwzględny rozwijający się na roślinach z rodzaju surmia (Catalpa). Występuje w Europie i w rozproszeniu w wielu krajach Europy, w tym w Polsce. U porażonych roślin powoduje chorobę zwaną mączniakiem prawdziwym. Jej objawy to okrągłe lub nieregularne białe plamy po obu stronach liści i na zielonych pędach. W ich obrębie następuje obficie rozwój grzybni. Przy dużym natężeniu choroby następuje osłabienie wzrostu i przedwczesna utrata liści, co powoduje obniżoną wartość estetyczną roślin. Stwierdzono występowanie Erysiphe catalpae na następujących gatunkach roślin: surmia bignoniowa, surmia żółtokwiatowa, surmia wielkokwiatowa i Catalpa japonica.

## Systematyka i nazewnictwo
Pozycja w klasyfikacji według Index Fungorum: Erysiphe, Erysiphaceae, Helotiales, Leotiomycetidae, Leotiomycetes, Pezizomycotina, Ascomycota, Fungi.
Takson został zdiagnozowany na surmii bignoniowej (Catalpa bignonioides) w Armenii w 1984 r. Jest ona holotypem tego gatunku. Anamorfa: Oidium bignoniae Jaczewski.

## Morfologia
Biała grzybnia w postaci nalotu rozwija się na obydwu stronach liści, ale głównie na górnej powierzchni oraz na pąkach. Nalot jest cienki, ma postać białych plam, stopniowo rozszerzających się i zajmujących całą powierzchnię liści. Składa się ze strzępek i 1–2 komórkowych prostych, cylindrycznych konidioforów o długości do 2840 µm i średnicy 11–14 μm. Na ich szczycie znajdują się 1–2 komórki konidiotwórcze o niemal tej samej długości. Powstają w nich elipsoidalne lub baryłkowate konidia o rozmiarach 26–40 × 14–21 μm (stosunek długości do szerokości: 1,3–2,7). Kuliste klejstotecja rozproszone lub w skupiskach, o średnicy (70–)90–125(–60) μm. Zbudowane są z nieregularnie wielobocznych komórek o średnicy 10–25 μm. Przyczepki niezbyt liczne, w dolnej połowie klejstotecjum, raczej szorstkie, często sztywne i proste, zwłaszcza te krótsze, nieseptowane lub z nielicznymi septami, rzadko i nieregularnie rozgałęzione. Mają średnicę około 4,5–9,5 μm i długość równą 0,5–1,5 średnicy klejstotecjum. Są początkowo hialinowe, potem brązowe, cienkościenne, gładkie lub nieco chropowate. Worki w liczbie 3–8 w jednym klejstotecjum, siedzące lub na krótkich trzonkach, o rozmiarach 60–85 × 23–38 μm. Podstawki 3–5-zarodnikowe. Zarodniki prawie kuliste lub elipsoidalne, o rozmiarach 17–27 × 14–18 μm.
Na surmii bignoniowej rozwija się jeszcze drugi gatunek mączniaka, wywołujący podobne objawy – Erysiphe elevata. Rozróżnienie tych gatunków jest łatwe przy użyciu mikroskopu.